# Jacques Santer
Jacques Santer (Wasserbillig, avui dins Mertert, Luxemburg, 18 de maig de 1937) és un polític, procurador i notari luxemburguès, Primer Ministre de Luxemburg entre 1984 i 1995, i president de la Comissió Europea entre 1995 i 1999.

## Biografia
Va néixer el 18 de maig de 1937 al poblet luxemgurguès de Wasserbilling. Estudià Dret i Economia a la Universitat de París. Entre 1984 i 1989 fou membre del Banc Mundial, i entre 1991 i 1994 governador del Fons Monetari Internacional.
L'any 1998 fou guardonat amb el Premi Príncep d'Astúries de Ciències Socials, al costat del també luxemburguès Pierre Werner.

## Activitat política
A partir de 1962 desenvolupà càrrecs ministerials al si del Partit Popular Social Cristià, entrant a formar part del Ministeri de Seguretat Social. Va esdevenir líder del partit l'any 1979, any en el qual va esdevenir Ministre de Finances fins al 1989, primer sota la presidència de Pierre Werner i a partir de 1984 sota la seva pròpia presidència, ja que el 1984 guanyà les eleccions a Primer Ministre de Luxemburg. Aquest càrrec el desenvolupà fins al 1995, any en què fou substituït per Jean-Claude Juncker.
El 1974 fou escollit diputat pel Parlament Europeu, esdevenint-ne vicepresident entre 1975 i 1977. Des d'aquell moment ja sentí una clara vocació europea, veient que aquest era el futur verdader d'Europa.
El 1995 finalitzà la seva tasca com a primer ministre i fou nomenat President de la Comissió Europea, proposat pel canceller alemany Helmut Kohl, càrrec que desenvolupà fins al 1999. Aquell any la Comissió presidida per Jacques Santer hagué de dimitir com a conseqüència de presumptes trames de corrupció que van afectar els seus comissaris, sent substituït per una comissió presidida interinament per Manuel Marín.
Entre 1999 i 2004 Santer fou novament membre del Parlament Europeu.